# Bisão Lambendo a Picada do Inseto

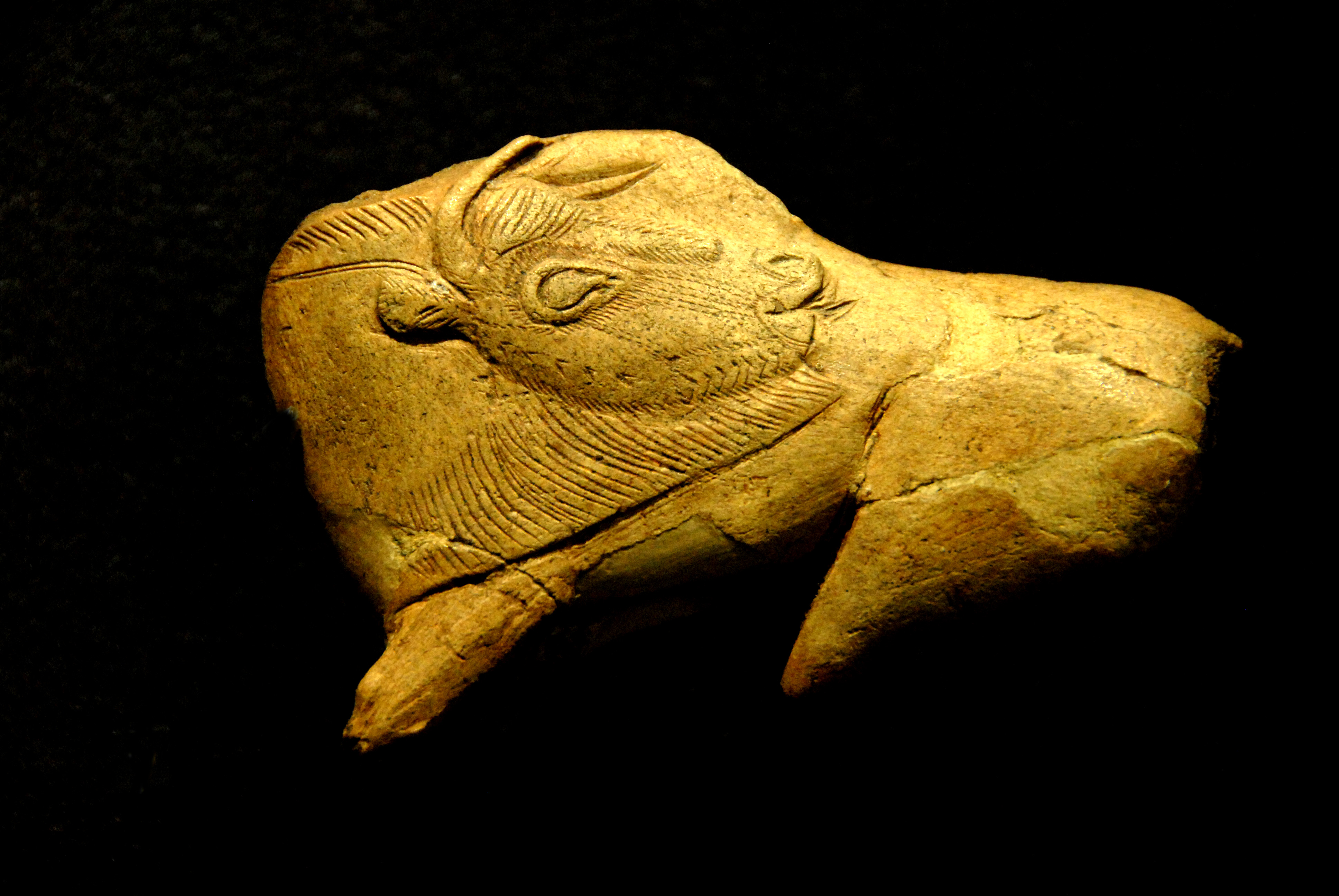
Bisão esculpido em fragmento de chifre de rena, National Museum of Prehistory em Les Eyzies-de-Tayac-Sireuil

Bisão Lambendo a Picada do Inseto é uma escultura pré-histórica do Paleolítico Superior, encontrada em Abri de la Madeleine perto de Tursac em Dordonha, França, o local-tipo da cultura Magdaleniana, que produziu muitos pequenos entalhes finos em chifre ou osso.
Criado em algum momento entre 20.000 e 12.000 anos (15.000 anos de acordo com o museu), ele estava anteriormente no Musee des Antiquites Nationales, St. Germain-en-Laye, mas foi transferido para o Museu Nacional de Pré-história ampliado em Les Eyzies-de-Tayac-Sireuil que foi inaugurado em 2004, não muito longe de seu local de descoberta. É um fragmento entalhado e gravado de um arremessador de lança feito de chifre de rena. Retrata a figura de um bisão, da espécie extinta da estepe (Bison priscus) com a cabeça virada e mostrando a língua estendida. Pensa-se que o arremessador de lança foi quebrado em sua forma atual antes que o entalhe fosse feito do fragmento, daí a necessidade de mostrar a cabeça voltada para trás do animal para se ajustar à estrutura existente.